# Associazione Calcio Femminile Pordenone Friulvini 1984
Questa voce raccoglie le informazioni riguardanti la Associazione Calcio Femminile Pordenone Friulvini nelle competizioni ufficiali della stagione 1984.

## Rosa
Rosa aggiornata all'inizio della stagione.
| N. |                   | Ruolo | Calciatrice          |
| -- | ----------------- | ----- | -------------------- |
| 11 | Italia (bandiera) | A     | Francesca Bordin     |
| 12 | Italia (bandiera) | P     | Edi Camerotto        |
| 2  | Italia (bandiera) | D     | Lucina Cesaratto     |
| 7  | Italia (bandiera) | A     | Anna Lucia Cigolotti |
|    | Italia (bandiera) | D     | Marina Cordenons     |
| 1  | Italia (bandiera) | P     | Delvis Deana         |
| 5  | Italia (bandiera) | C     | Doretta Fasan        |
| 9  | Italia (bandiera) | A     | Marina Marcon        |
|    | Italia (bandiera) |       | Martignago           |

| N. |                   | Ruolo | Calciatrice        |
| -- | ----------------- | ----- | ------------------ |
| 6  | Italia (bandiera) | C     | Franca Miotto      |
| 9  | Italia (bandiera) | A     | Dora Morson        |
| 10 | Italia (bandiera) | C     | Anna Maria Pagotto |
| 4  | Italia (bandiera) | C     | Giacomina Puntel   |
| 8  | Italia (bandiera) | C     | Franca Quas        |
| 3  | Italia (bandiera) | D     | Lida Sartor        |
| 10 | Italia (bandiera) | C     | Maria Pia Toppano  |
| 7  | Italia (bandiera) | C     | Zani               |